# Richard Davies (évêque)
Pour les articles homonymes, voir Richard Davies.
Richard Davies est un prélat anglican et érudit gallois né vers 1505 et mort le 7 novembre 1581.

## Biographie
Originaire du pays de Galles septentrional, Richard Davies est le fils de Dafydd ap Gronw, curé de Gyffin (près de Conwy). Il effectue ses études au New Inn Hall (en) de l'université d'Oxford, décrochant son Master of Arts en 1530 et son Bachelor of Theology (en) en 1536. C'est probablement durant ses études à Oxford qu'il embrasse la Réforme protestante.
Le roi Édouard VI le nomme recteur de Maids Moreton (Buckinghamshire) en 1549 et de Burnham (Buckinghamshire) l'année suivante. C'est aussi en 1549 qu'il se marie avec Dorothy Woodforde, fille d'un gentilhomme de Burnham ; ils ont trois fils et deux filles. Après l'avènement de la catholique Marie Ire, il est dépouillé de ses offices. Il s'exile à Francfort et y reste jusqu'à la mort de Marie, en 1558.
Rentré en Angleterre après l'avènement d'Élisabeth Ire et rétabli dans ses offices, Davies est élu évêque de St Asaph le 4 décembre 1559 et sacré le 21 janvier 1560 à Lambeth. Il adresse à l'archevêque Matthew Parker une liste détaillée du clergé de son diocèse. Le 21 mars 1561, il est élu pour succéder à Thomas Young comme évêque de St David's.
Davies collabore avec William Salesbury sur la première traduction de la Bible en langue galloise. Ils réalisent ensemble une traduction du Nouveau Testament et du Livre de la prière commune qui sont toutes les deux publiées à Londres en 1567. L'année suivante paraît la Bible des Évêques, une traduction anglaise à laquelle Davies a également contribué.
Richard Davies meurt le 7 novembre 1581 au palais épiscopal d'Abergwili, dans le Carmarthenshire. Il est enterré dans le cimetière de l'église.